# Мастеров Микола Петрович
Микола Петрович Мастеров (грудень 1903, Владимирська губернія, Російська імперія — 20 березня 1982, місто Москва, тепер Російська Федерація) — радянський діяч, заступник голови Ради міністрів РРФСР. Депутат Верховної ради РРФСР 4-го скликання.

## Життєпис
Освіта вища. Член ВКП(б) з квітня 1931 року.
На 1955—1964 роки — заступник голови Державного планового комітету РРФСР.
Одночасно 26 березня 1955 — 4 червня 1957 року — заступник голови Ради міністрів РРФСР.
6 червня 1957 — 13 червня 1958 року — заступник голови Державного планового комітету РРФСР —  міністр РРФСР.
Подальша доля невідома.
З грудня 1975 року — персональний пенсіонер союзного значення в Москві.
Помер 20 березня 1982 року в Москві.

## Нагороди
- орден Леніна
- два ордени Трудового Червоного Прапора (1963)
- два ордени «Знак Пошани»
- медалі